# Грегорі Карл Джонсон

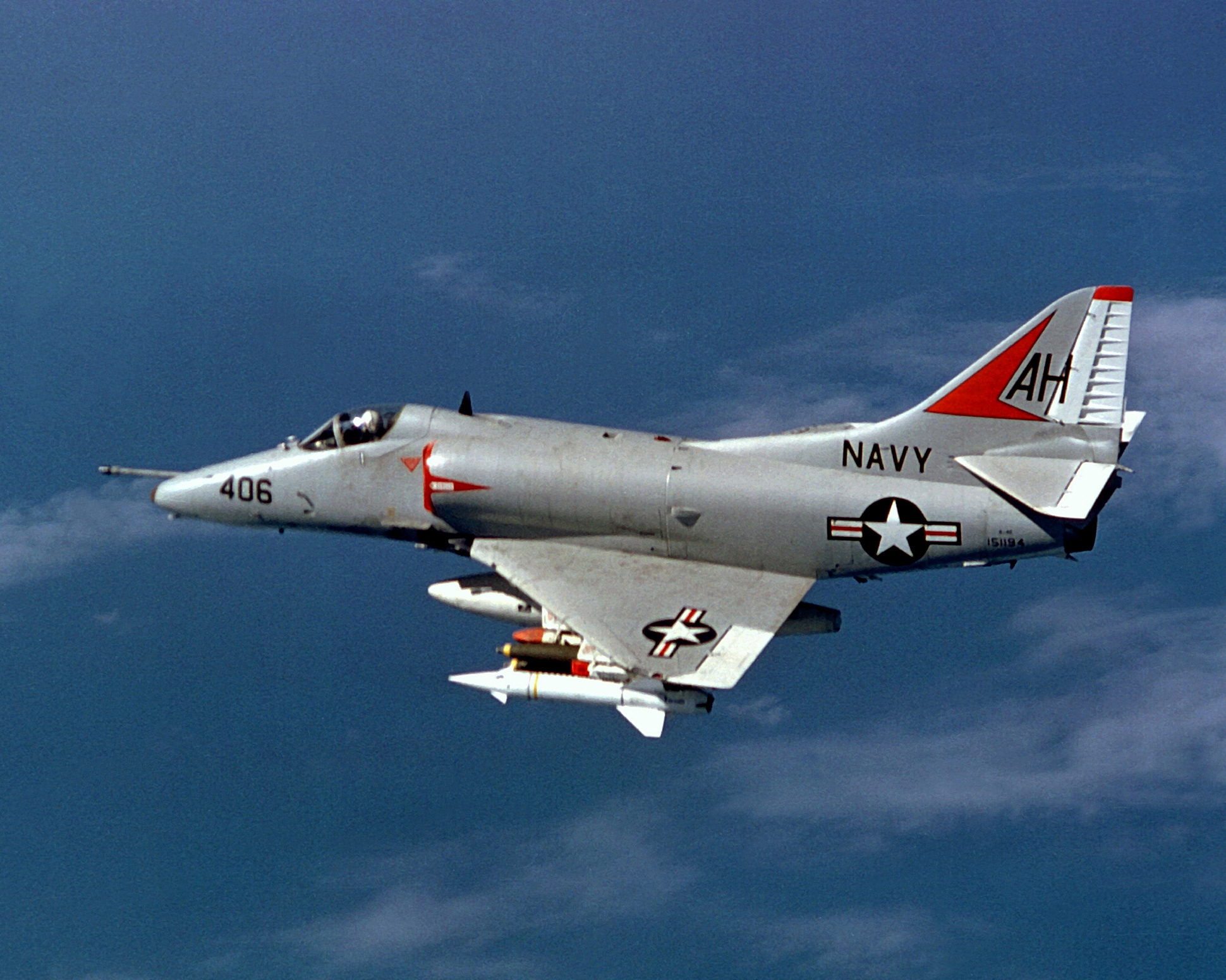
літак А-4.

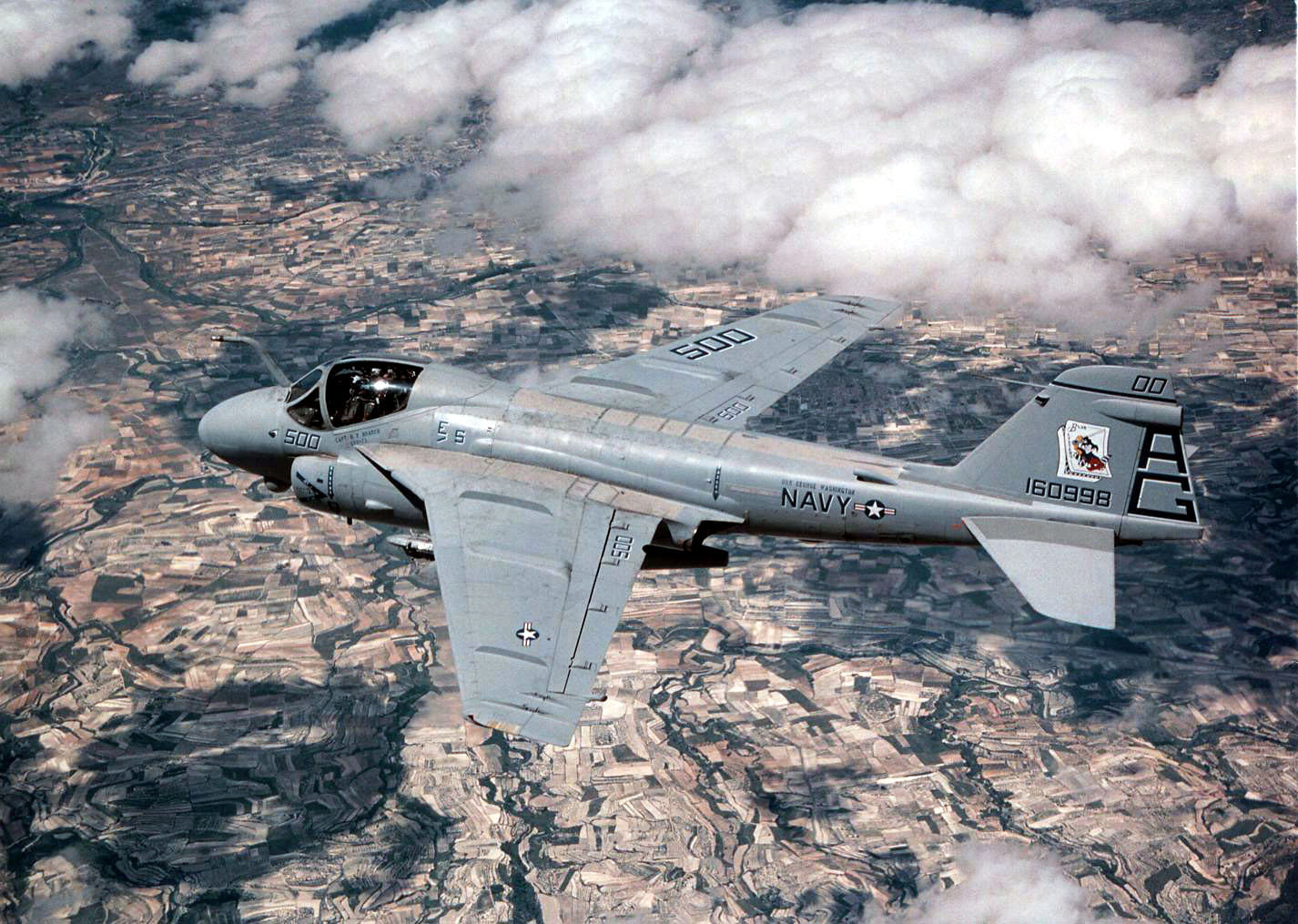
Літак «A-6 Intruder».

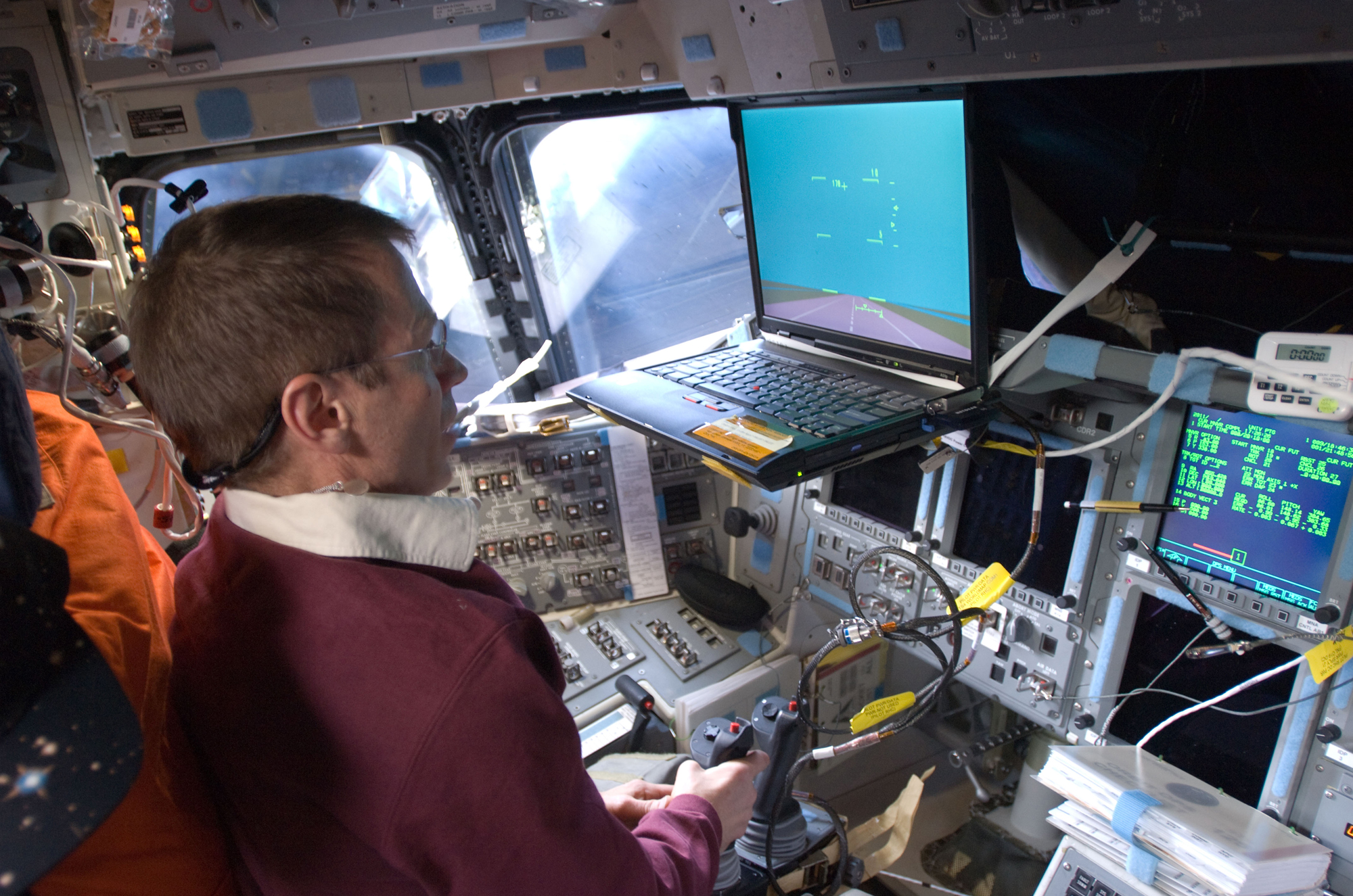
На орбіті — Джонсон на польотної палубі.

Грегорі Карл Джонсон, (англ. Gregory Carl "Ray J" Johnson; 30 липня 1954, Сієтл, штат Вашингтон, США) — астронавт НАСА. Здійснив один космічний політ на шатлі: STS-125 (2009, «Атлантіс»), капітан 1-го рангу ВМС США.

## особисті дані
Грегорі Джонсон народився в родині Ролі О. Джонсона і Мері Енн Джонсон (до шлюбу Скотт) 30 липня 1954 у місті Сієтл (штат Вашингтон). Одружений з Нанетт Фейгет. У нього двоє синів від першого шлюбу — Скотт Джонсон і Кент Джонсон. Його захоплення: біг, їзда на велосипеді і ремонт автомобілів.

## До НАСА
У 1972 році закінчив середню школу в Сієтлі (штат Вашингтон). У 1977 році отримав ступінь бакалавра в галузі аерокосмічної техніки, Вашингтонський університет. В вересні 1977 року Джонсон вступив у Школу військово-морської авіації на авіабазі в Пенсаколі (Флорида). В грудні 1978 року він закінчив Школу і після стажування був призначений льотчиком-інструктором на літак «А-4 Skyhawk». У 1980 році пройшов перепідготовку на літаку A-6 Intruder і продовжив службу на борту авіаносця «Кітті Хоук», здійснив два походи — в західну частину Тихого океану і в Індійський океан. В 1984 році він вступив у Школу льотчиків-випробувачів ВПС США на авіабазі «Едвардс» у Каліфорнії. Після закінчення Школи був направлений в Центр військово-морського озброєння на базу «Чайна-Лейк» (Каліфорнія), став літати на літаках F / A-18 Hornet. Після цього навчання став керівником Департаменту технічного обслуговування ескадрильї. На авіаносці здійснив ще один похід — в північну частину Тихого океану. Він вийшов у відставку через ВПС в 1990 році і прийняв посаду в НАСА, в відділі льотних операцій. Потім став начальником Військово-морської дослідницької Лабораторії № 510 в Х'юстоні (Техас). Має наліт понад 7400 годин на більш ніж 50 різних типах літаків і здійснив понад 500 посадок на палуби авіаносців.

## Підготовка до космічних польотів
Брав участь в 11-му і 13-му наборах НАСА. В червні 1998 року був зарахований до загону НАСА в складі сімнадцятого набору, кандидатом в астронавти. З серпня 1998 року почали проходити навчання за курсом загальнокосмічної підготовки (ОКП). По закінченні курсу в серпні 1999 року отримав кваліфікацію «спеціаліст польоту» і призначення в Офіс астронавтів НАСА. Був призначений в Відділ забезпечення підготовки шатлів до запуску.

## Польоти у космос
Перший політ — STS-125, шаттл «Атлантіс». З 11 по 24 травня 2009 року як «пілот корабля». Це було п'яте і останнє техобслуговування телескопа Хаббл. Експедиція «Атлантіс» STS-125 продовжила працездатність телескопа принаймні до 2014 року. Під час експедиції астронавти встановили на телескопі Хаббл шість нових гіроскопів стабілізації, шість нових нікель-водневих акумуляторів, новий комп'ютер, що відповідає за обробку даних, нову широкоугольную камеру № 3 і новий спектрограф космічного випромінювання. Вартість нової ширококутної камери — 126 мільйонів доларів, вартість спектрографа — 81 мільйон доларів.

## Джерело
- Офіційна біографія НАСА [Архівовано 23 листопада 2013 у Wayback Machine.](англ.)